# Love It When You Call
Love It When You Call zijn twee nummers van de Britse band The Feeling uit 2006. Het is de vierde single van hun debuutalbum Twelve Stops and Home.
"Love It When You Call" is een vrolijk, energiek poprocknummer dat gaat over hoe graag de zanger telefoneert met, hoogstwaarschijnlijk, een meisje op wie hij verliefd is. Dit is echter nog nooit gebeurd. Het nummer werd vooral op de Britse eilanden een hit, met een 18e positie in het Verenigd Koninkrijk.
The Feeling speelde het nummer live tijdens Children in Need 2006.

## Tracklijst
CD
1. "Love It When You Call"
2. "The Child"
3. "Don't Give Up" (akoestische versie)
4. "Love It When You Call" (U-Myx)

- 7"

1. "Love It When You Call"
2. "Do You Want It?" (Late Night Shed Experiment)